# Ambasadorowie Chin w Wietnamie
Chiny od chwili ustanowienia oficjalnych stosunków dyplomatycznych z Wietnamem w 1954 roku posiadają w tym kraju swojego ambasadora w mieście Hanoi.
| L.p. | Ambasador    | Okres pełnienia funkcji       |
| ---- | ------------ | ----------------------------- |
| 1.   | Luo Guibo    | wrzesień 1954 – wrzesień 1957 |
| 2.   | He Wei       | styczeń 1958 – kwiecień 1962  |
| 3.   | Zhu Qiwen    | kwiecień 1962 – maj 1969      |
| 4.   | Wang Youping | czerwiec 1969 – sierpień 1974 |
| 5.   | Fu Hao       | wrzesień 1974 – kwiecień 1977 |
| 6.   | Chen Zhifang | wrzesień 1977 – czerwiec 1978 |
| 7.   | Yang Gongsu  | grudzień 1978 – maj 1980      |
| 8.   | Qiu Lixing   | grudzień 1980 – sierpień 1985 |
| 9.   | Li Shichun   | wrzesień 1985 – kwiecień 1988 |
| 10.  | Zhang Dewei  | grudzień 1988 – luty 1993     |
| 11.  | Zhang Qing   | grudzień 1992 – grudzień 1995 |
| 12.  | Li Jiazhong  | grudzień 1995 – lipiec 2000   |
| 13.  | Qi Jianguo   | lipiec 2000 – luty 2006       |
| 14.  | Hu Qianwen   | marzec 2006 – listopad 2008   |
| 15.  | Sun Guoxiang | od listopada 2008             |